# Château Ksara
Château Ksara est un domaine viticole exploité depuis 1857 regroupant 10 vignobles sur un total de 441 hectares dans la vallée de la Bekaa, au Liban.
On y produit 2,5 millions de bouteilles par an de vin blanc, rouge et rosé.

## Historique du domaine
Depuis 1857 des moines Jésuites ont commencé à cultiver des terres entre Tanail et Zahle, après avoir découvert le potentiel du terroir de Ksara, ils décidèrent de cultiver des vignes et produisent alors le premier vin sec du Liban. En 1898, ils découvrent une grotte de 2 km datant de l'époque romaine, réunissant toutes les conditions nécessaires, l'hygrométrie et la température sont constantes toute l'année, ils s'en servent de cave pour le vieillissement du vin.
En 1902, les moines construisent le premier observatoire du Moyen-Orient à Ksara pour enregistrer les précipitations et l'activité sismique. Ce bâtiment devient un monument stratégique par temps de paix et de guerre dans la Bekaa.
Au début des années 1970, le Vatican encourage les monastères et les missions dans le monde à vendre tout actif commercial, en 1973 les moines jésuites cessent leurs activités. À cette époque, le domaine produisait 1,5 million de bouteilles par an. Dès lors, Château Ksara devient une entreprise privée gérée par des hommes d'affaires locaux,.
Depuis 1990, Zafer Chaoui est le PDG de Château Ksara, et président de l’Union vinicole du Liban depuis 1995.
En 1991, Château Ksara décide de cultiver les cépages Cabernet Sauvignon, Syrah, Sauvignon Blanc, Sémillon, Chardonnay et Merlot, à cette époque personne ne pensait (surtout les agriculteurs locaux) que ces cépages allaient survivre, se développer et exprimer leur plein potentiel dans le terroir de la Bekaa.

## Vignobles
Le domaine est composé de 10 vignobles sur une surface totale de 441 hectares, chaque vignoble a un nom, un sol particulier et des cépages différents.
- Kanafar est un vignoble de 42 hectares avec un sol composé d'argile et de craie, l'encépagement est en Cabernet Sauvignon, Syrah, Merlot, Mourvèdre, Caladoc, Marselan, Sémillon, Chardonnay, Clairette et Sauvignon.
- Tal el Deir est un vignoble de 76 hectares avec un sol composé de craie et d'argile, l'encépagement est en Cabernet Sauvignon, Syrah, Cabernet Franc, Petit Verdot, Gamay, Mourvèdre, Marselan, Merlot, Malbec, Chardonnay, Verdejo et Vermentino.
- Tanail est un vignoble de 63 hectares avec un sol composé d'argile, l'encépagement est en Cabernet Sauvignon, Caladoc, Cinsault, Carignan, Marselan, Chardonnay, Sauvignon, Grenache, Muscat Gros Grain, Muscat Petit Grain, Ugni Blanc et Viognier.
- Mansoura est un vignoble de 52 hectares avec un sol composé d'argile rouge brique et de craie, l'encépagement est en Cabernet Sauvignon, Syrah, Cabernet Franc, Caladoc et Marselan.
- Tal Dnoub est un vignoble de 71 hectares avec un sol composé d'argile et de calcaire sur substrat rocheux, l'encépagement est en Syrah, Merlot, Cabernet Franc, Petit Verdot, Caladoc, Arinarnoa, Chardonnay, Sauvignon et Sémillon.
- Kefraya est un vignoble de 43 hectares avec un sol composé d'argile et de calcaire, l'encépagement est en Syrah, Petit Verdot, Mourvèdre, Caladoc, Cinsault, Carignan, Chardonnay, Sauvignon, Sémillon, Ugni Blanc et Clairette.
- Ksara Estate est un vignoble de 21 hectares avec un sol composé d'argile et de craie, l'encépagement est en Cabernet Sauvignon, Syrah, Caladoc, Chardonnay, Sauvignon, Sémillon, Clairette, Gewurztraminer et Viognier.
- Chlifa est un vignoble de 22 hectares avec un sol composé d'argile et de calcaire, l'encépagement est en Cabernet Sauvignon, Syrah, Cabernet Franc, Marselan et Sauvignon.
- Massa est un vignoble de 27 hectares avec un sol composé d'argile et de calcaire, l'encépagement est en Syrah, Carignan et Sauvignon.
- Saghbine est un vignoble de 21 hectares avec un sol composé de d'argile rouge brique, l'encépagement est en Cabernet Sauvignon, Syrah, Merlot, Petit Verdot, Gamay, Sangiovese et Mourvèdre.

## Produits

### Vins rouges
Sept vins rouges sont produits :
- Cuvée de Printemps : assemblage de Gamay et de Tempranillo.
- Le Prieuré : Cinsault, Syrah, Mourvèdre et Cabernet Sauvignon.
- Réserve du Couvent : Syrah, Cabernet Sauvignon et Cabernet Franc.
- Château Rouge : meilleur vin de garde fait avec 60% de Cabernet Sauvignon, 30% de Merlot et 10% de Petit Verdot.
- Cabernet Sauvignon : 100 % Cabernet Sauvignon, vin de garde fait avec la variété la plus noble, les meilleurs raisins et les vignobles les mieux orientés.
- Cuvée du Troisième Millénaire : Petit Verdot, Cabernet Franc et Syrah, vin de garde fait avec la variété la plus noble, les meilleurs raisins et les vignobles les mieux orientés.
- Le Souverain : Arinarnoa, Marselan et Cabernet Franc.

### Vins rosés
Trois vins rosés sont produits :
- Gris de Gris : assemblage de Cinsault et de Grenache.
- Rosé de Ksara : assemblage de Cabernet Sauvignon et de Cinsault, de Carignan et de Caladoc.
- Sunset : Cabernet Franc et Syrah choisis parmi les meilleurs sols de la vallée de la Bekaa.

### Vins blancs
Cinq vins blancs sont produits :
- Moscatel (vin doux) : assemblage de Muscat à Petit Grain et de Gewurztraminer récoltés à la fin du mois de novembre.
- Blanc de l'Observatoire : Obeidi, Sauvignon, Muscat et Clairette.
- Blanc de Blancs : Chardonnay, Sauvignon et Sémillon.
- Chardonnay : 100 % Chardonnay.
- Merwah : élaboré uniquement avec le cépage merwah, il est proposé depuis 2018 à la vente[5],[6].

### Arak
L'arak nommé Ksarak est un assemblage d'Ugni Blanc et d'Obeidi.

### Eau de vie
L'eau de vie de vin fait avec de l'Ugni Blanc, est distillée selon la méthode traditionnelle du Cognac et affinée dans des fûts de chêne neufs pendants 9 ans. La production est limitée à 2000 bouteilles par an.

## Récompenses internationales[4]

### 2011
- Vinalies Internationales à Paris : médaille d'or, Cuvée du Troisième Millénaire 2008; médaille d'argent, Château Rouge 2007.
- Berlin Wine Trophy : médaille d'or, Réserve du Couvent 2009; médaille d'or, Le Prieuré 2009.
- Chardonnay Du Monde en France : médaille d'or - Top 10, Chardonnay - Cuvée du Pape 2010.
- Mundus Vini Neustadt en Allemagne : médaille d'or - Le Souverain 2007.

### 2012
- Berlin Wine Trophy : médaille d'or - Le Prieuré 2010.
- Vinalies Internationales à Paris : médaille d'or, Le Souverain 2008 & Cuvée du Troisième Millénaire 2009; médaille d'argent, Château Rouge 2009.

### 2013
- Berlin Wine Trophy : médaille d'or, Réserve du Couvent 2011 & Château Rouge 2010.
- Vinalies Internationales à Paris : médaille d'or, Réserve du Couvent 2011 & Le Souverain 2009; médaille d'argent, Le Prieuré 2011 & Chardonnay - Cuvée du Pape 2012.

### 2014
- Mundus Vini Germany : médaille d'or, Le Souverain 2011 & Cuvée du 3ème Millénaire red 2012.
- Sélections Mondiales Des Vins Québec - Canada : médaille d'or, Château Ksara Red 2011; médaille d'argent, Le Prieuré Red 2012.
- Gilbert & Gaillard – France : médaille d'or +90, Le Souverain 2010 & Clos St. Alphonse Marks & Spencer 2010; médaille d'or, Réserve du Couvent 2012, Le Prieuré Red 2012 & Cuvée du 3ème Millénaire Red 2011.

## Galerie de photos

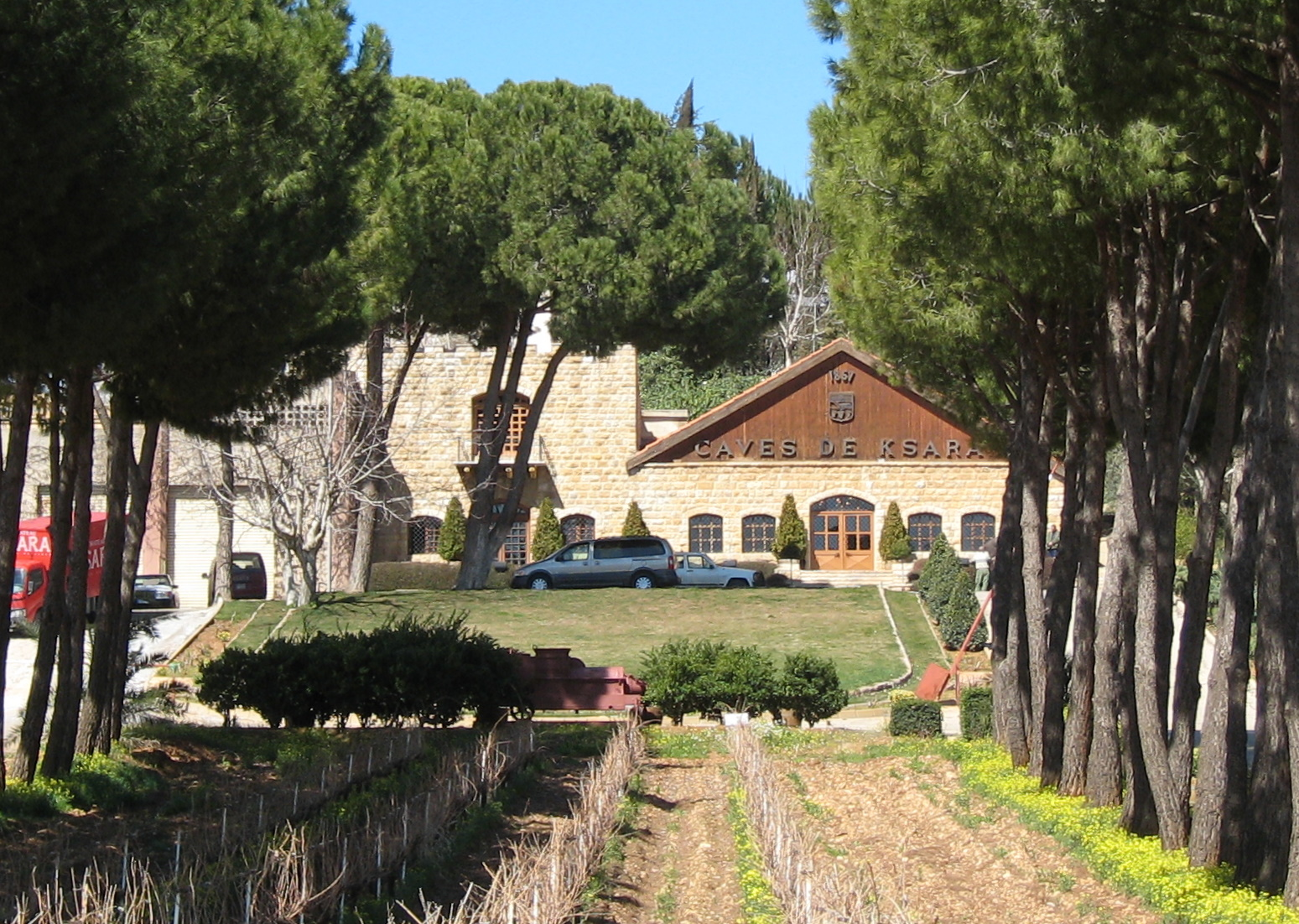
Le domaine
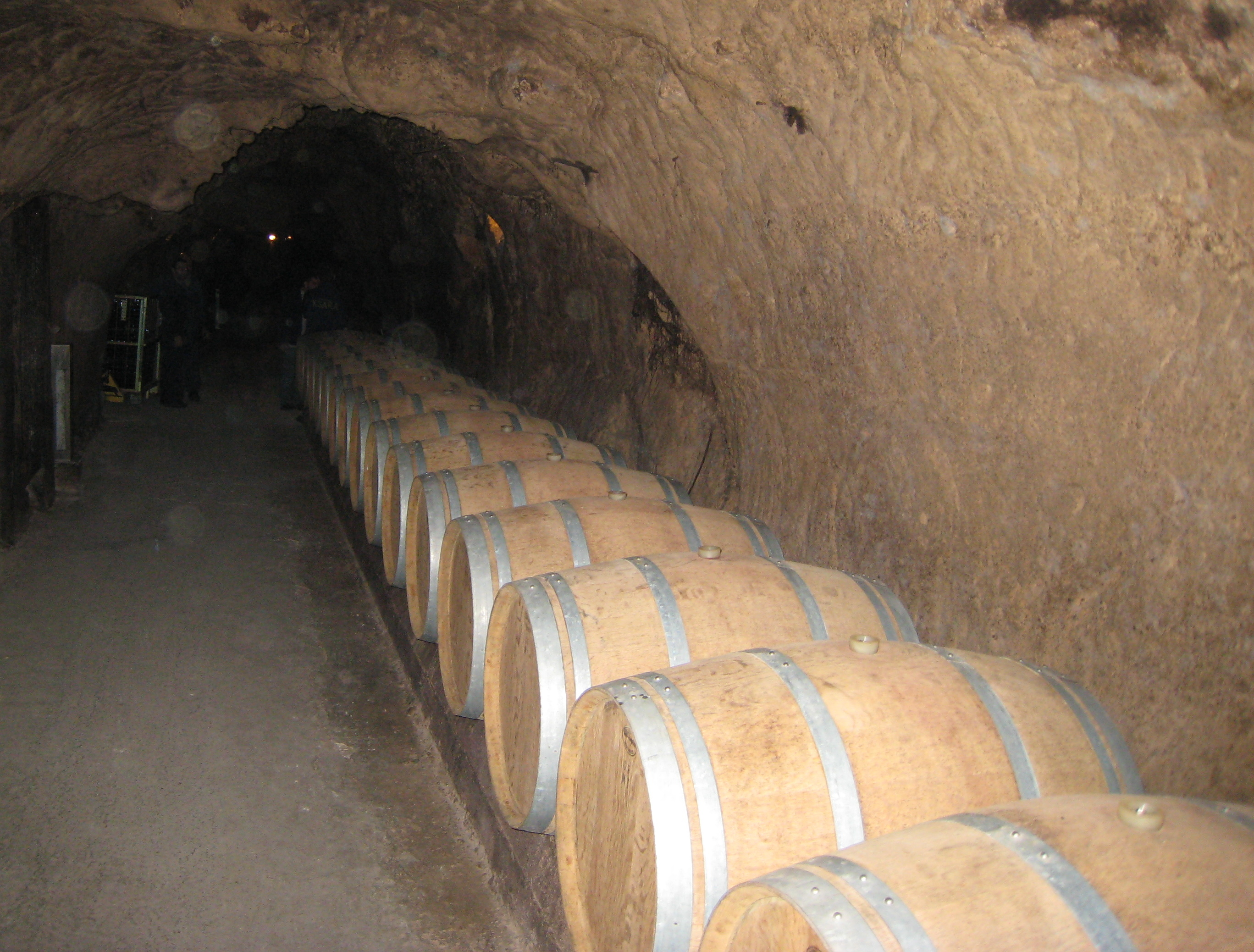
Les fûts de chêne
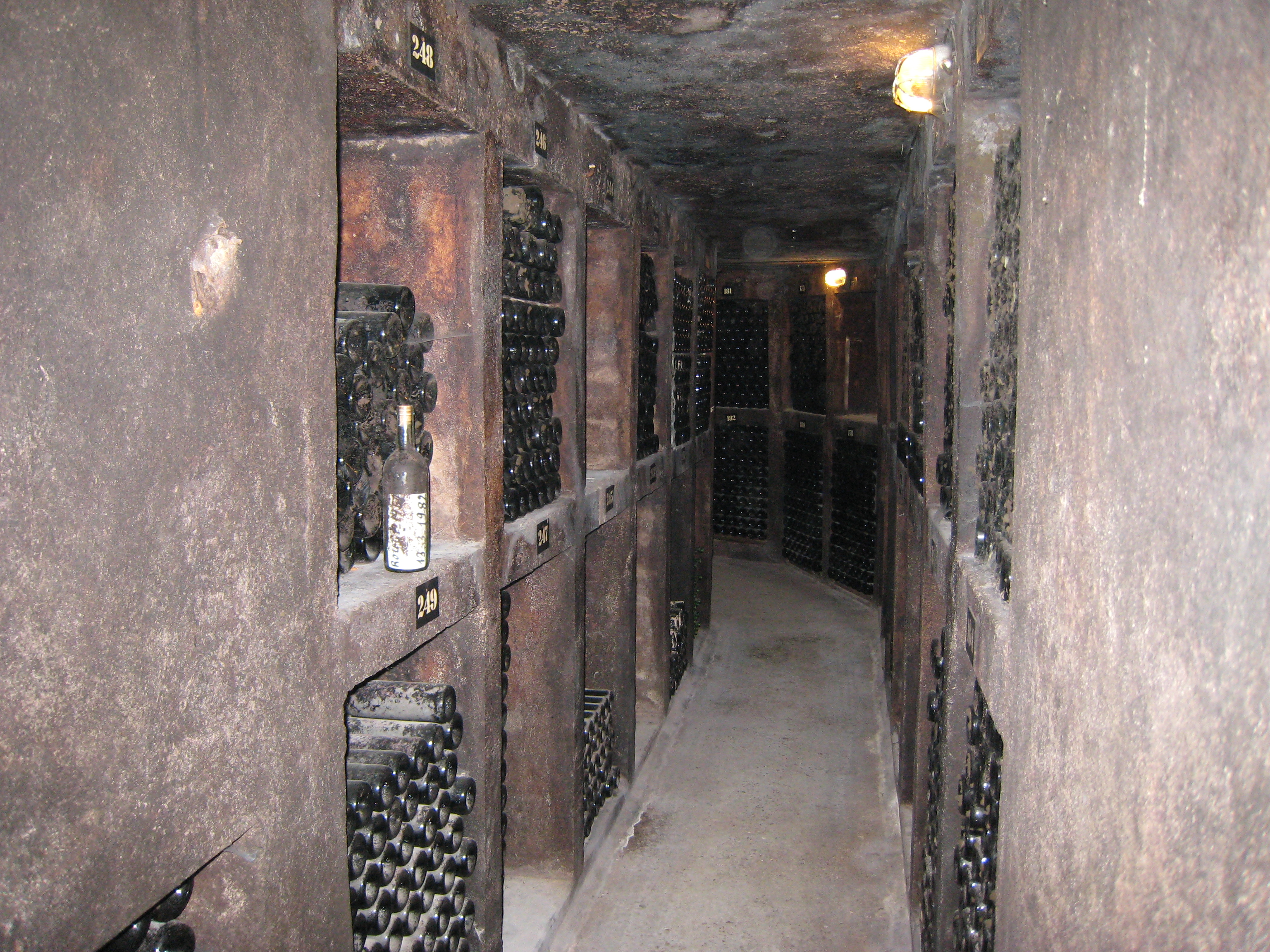
Les vieilles bouteilles
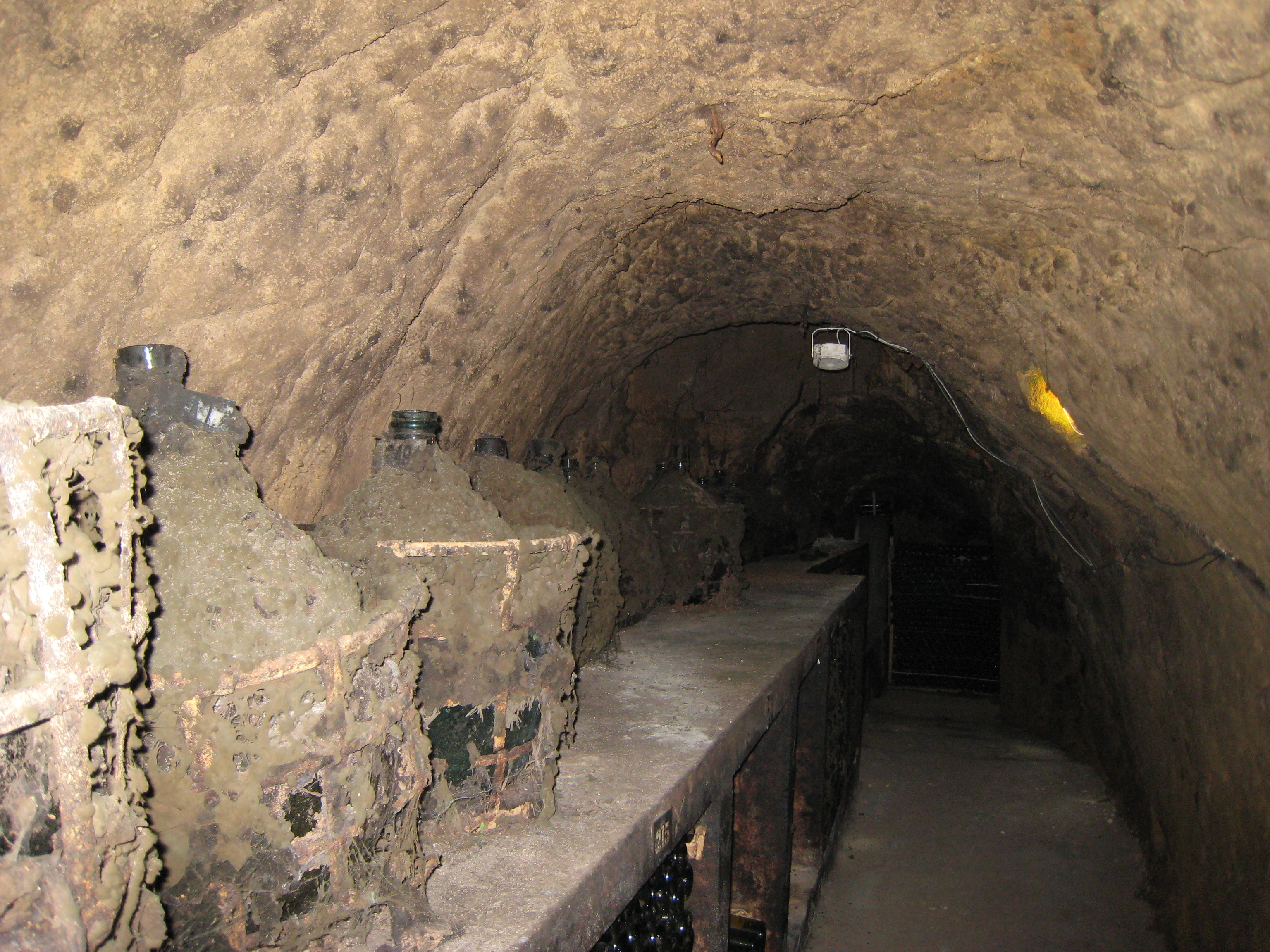
Les vieilles réserves
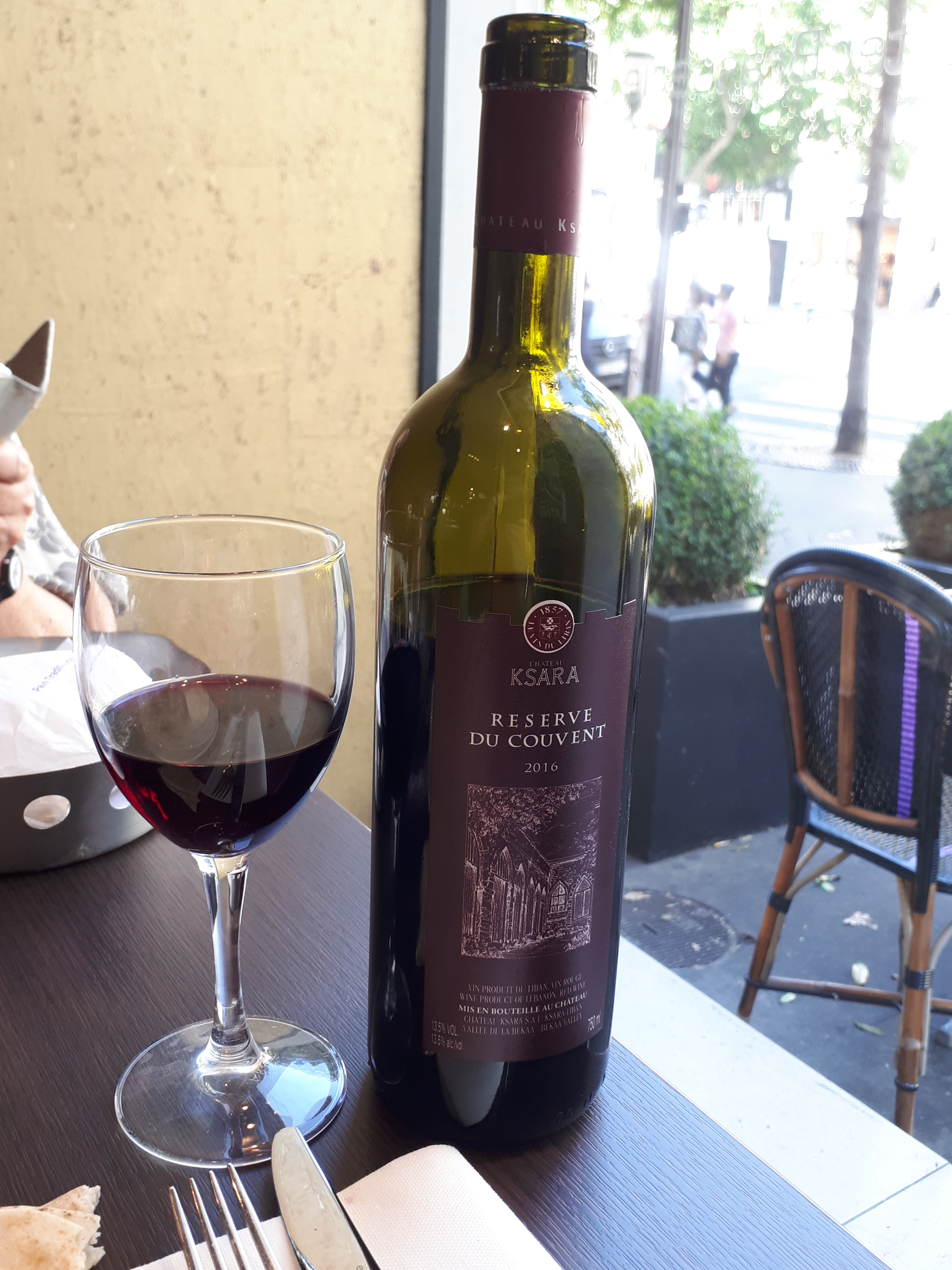
Cuvée Réserve du couvent

## Liens
- (en) Site officiel
- (ar) [vidéo] Anthony Rahayel, « Ksara: The Oldest Winery in Lebanon. History and Stories Revealed! », sur YouTube, 17 octobre 2022 (consulté le 17 octobre 2022)